# (E)-4-ヒドロキシ-3-メチル-2-ブテニル二リン酸
(E)-4-ヒドロキシ-3-メチル-2-ブテニル二リン酸（(E)-4-ヒドロキシ-3-メチル-2-ブテニルにリンさん、HMB-PP、HMBPP）もしくは(E)-4-ヒドロキシジメチルアリル二リン酸（(E)-4-ヒドロキシジメチルアリル二リン酸、HDMAPP）は、イソプレノイド生合成の非メバロン酸経路の中間生成物である。

## 生合成
HMB-PPはHMB-PPシンターゼ (GcpE, IspG) の触媒作用よって2-C-メチル-D-エリスリトール 2,4-シクロ二リン酸 (MEcPP) から変換される。
さらに、HMB-PPはHMB-PP還元酵素 (LytB, IspH) によってイソペンテニル二リン酸 (IPP)、そしてジメチルアリル二リン酸 (DMAPP) に変換される。

## 存在
HMB-PPはヒト結核菌を含むほとんどの病原菌、マラリア原虫にとって不可欠な代謝物質であるが、ヒトには存在しない。
HMB-PPはヒトのVγ9/Vδ2 T細胞、毛細血管において重要なγδ T細胞の集団にとって生理的な活性剤（ホスホアンチゲン）である。IPPやアルキルアミンのような自然の化合物に比べて1万から1千万倍の強力な作用を持つ。